# 小説家になろう
小説家になろう（しょうせつかになろう）は、株式会社ヒナプロジェクトが提供する小説投稿サイト。作者登録することで、無料で小説をウェブ上に公開することができる。また「小説家になろう」はヒナプロジェクトの登録商標である。
運営会社である株式会社ヒナプロジェクトについても記述する。

## 概要
多くの作品が登録されている小説投稿サイトである。ウェブ上で執筆が可能である点、携帯電話・スマートフォンでも利用（執筆や閲覧）が容易い点で他サイトと異なる。
2014年12月時点でアクセス数は月間約9億5000万PV、ユニークユーザー数は約400万人、2019年4月時点では月間約20億PV、ユニークユーザーが約1400万人に達している。また、2015年3月15日朝、登録者数が55万人を突破した。登録ユーザの年代は、2019年4月時点で20代が44%と最も多く、以下30代が24%、10代が14%、40代が12%と続く。同じく男女比率は、男性が約6割、女性が約3割（残りは性別未登録）。
2010年代に入り、本サイトに掲載された小説を（多くは加筆・修正を経て）書籍化する動きが複数の出版社で活発化しており、本サイト出身のそれらの小説や、特に多い異世界ものの作品を総称して「なろう系」と呼ぶことがある。ただし展開の安易さなどへの揶揄、蔑称として用いられることもあるため、大橋崇行は「なろう系」という言葉の使用には注意が必要だと述べている。また「小説家になろう」側がこの言葉を使ったことはなく、本サイトを運営するヒナプロジェクト取締役の平井幸は「なろう系」という言葉に対しては痛し痒しな思いで「ブランド化されるのは大変ありがたいんですが、他ジャンルで書かれている作者さんの気持ちもありますし、あまりイメージが固定化されるのも困る。『みんなのための小説投稿サイト』を謳う以上、デメリットにも転びかねない言葉として慎重に取り扱っています」と発言している。

## 運営会社
運営会社では以下のサイトを運営している。
小説家になろう
メインである小説投稿サイト。
小説を読もう
小説閲覧サイト。PC/スマートフォン対応。
ラブノベ
恋愛小説限定の閲覧サイト。スマートフォン向け。対象となる作品は、執筆者が投稿時に設定したジャンル・年齢制限により自動的に振り分けられる。
ノクターンノベルズ
男性向けR18小説サイト。
ムーンライトノベルズ
女性向けR18小説サイト。
ミッドナイトノベルズ
官能を主目的としない男性向けR18小説サイト。
KASASAGI
アクセス解析サイト。
過去には以下のようなサイトも運営していた。
小説を読む
「小説家になろう」の携帯（いわゆるフィーチャーフォン）向け閲覧サイト。2019年1月29日サービス終了。
にじファン/NOS
いわゆる二次創作小説の閲覧サイト（「にじファン」がPC向け、「NOS」が携帯向け）。2012年7月20日閉鎖。

## 沿革
1990年代中ごろの日本におけるインターネットの普及に伴い、個人でWebサイトを開設・運営する人が増加し、自分のサイトで創作物を発表する形態が取られるようになる。2000年代に入るともっと手軽に作品を発表したい人々をターゲットとしてアルカディアやアルファポリスといった投稿型の小説サイトが登場するようになった。

### 2000年代
- 2000年 - 2003年
  - 梅崎祐輔は「もっとネット小説を読みたい」という思いから名探偵コナン専門の二次創作小説サイト「コナン小説リング」を開設し小説執筆投稿システム「NW-SYSTEM」の開発に着手した。
- 2004年
  - 梅崎祐輔が個人サイトとして投稿型のケータイ小説サイト「小説家になろう」を2004年4月2日に開設した[9][10]。当時はネット小説の発表の場が個人運営サイトが主流だったこともあり、作品を探すことが大変だったということも開設理由のひとつとして挙げている[11]。
- 2005年
  - 3月21日 - 男性向けR18小説サイトの「ノクターンノベルズ」サービス開始。
  - 5月8日　- 女性向けR18小説サイト「ムーンライトノベルズ」サービス開始。
- 2007年
  - 2月15日 - 本格派縦書き小説サイト「PDF小説ネット」サービス開始。
  - 5月1日 - 携帯電話向け恋愛小説専門サイトの「ラブノベ」サービス開始。
  - 7月28日 - ネット小説読者向けの「小説を読もう！」サービス開始[10]。
  - 平井幸のウェブブラウザゲーム制作チーム「ヒナプロジェクト」に梅崎祐輔が参画[12]
- 2008年
  - 1月 - サイマリンガルから書籍化作品「新宿クレッシェンド」が発売。
  - 3月3日 - サイトの運営を小説家になろうグループ（HINAproject）による運営に移行。
  - 10月 - 二次創作専門ケータイ小説サイト「NOS」サービス開始。
  - 12月 - 画像投稿サイト「みてみん」ベータ版を公開。
- 2009年
  - 世間のケータイ小説ブームも手伝い、「小説家になろう」の知名度が高まり、大規模なサイトリニューアルが行われた[9]。

### 2010年代
- 2010年
  - 3月17日 - 各種サービスの運営法人化を目的として株式会社ヒナプロジェクトが設立[1][10]。
  - 8月11日 - 二次創作小説専門サイト「にじファン」サービス開始。
  - 10月17日 - ヒナプロジェクトの関連会社である株式会社ナイトランタンを設立し、「ノクターンノベルズ」「ムーンライトノベルズ」の運営を移管[13]。
- 2011年
  - 11月16日 - ヒナプロジェクトの関連会社である合同会社ヒナックス（現株式会社ヒナックス）を設立[14]。
  - 12月17日 - 小説家になろう書籍化作品「魔法科高校の劣等生」のコミカライズが月刊Gファンタジー2012年1月号にて連載開始。
- 2012年7月20日 - 二次創作小説専門サイト「にじファン」「NOS」のサービスを終了。
- 2013年
  - 5月31日・6月1日・6月2日 - 小説家になろう投稿作品『がんばれ美香子「なにそのタイトルやめてよ」』の舞台が新宿シアター・ミラクルにて公演[15][16]。
  - 10月5日 - 小説家になろう書籍化作品「ログ・ホライズン」のTVアニメがNHK教育テレビジョンにて放送開始。
- 2015年12月 - 官能を主目的としない男性向けR18小説サイト「ミッドナイトノベルズ」のサービス開始（運営はナイトランタン）[10]。
- 2017年
  - 3月 - 恋愛小説サイト「ラブノベ」のスマホ版をサービス開始。
  - 11月 - フロンティアワークス提供による公式WEB雑誌『N-Star』の運用を開始。
- 2019年1月29日 - フィーチャーフォン/ガラケーの利用率低下に伴い、1月29日にモバイル版のサービスを終了した[7]。

### 2020年代
- 2022年6月1日 - ヒナプロジェクトがナイトランタンを吸収合併[17]。「ノクターンノベルズ」「ムーンライトノベルズ」「ミッドナイトノベルズ」の運営はヒナプロジェクトが継続する[17]。
- 2023年11月30日 - ヒナプロジェクトが銀行振込のみでの決済に対応したアダルトイラスト共有・創作サイト「onaco」をリリース[18]
- 2024年2月29日 - 小説家になろう創業者の梅崎祐輔とヒナプロジェクト創業者の平井幸が株式会社ヒナプロジェクトの代表取締役社長を退任[19]

## 特徴
特定のジャンルや展開が人気を博し、類似の作品が多数公開されることは「小説家になろう」の大きな特徴と言える。特に主人公がなんらかの理由により死亡し、ファンタジー的な世界に生まれ変わる「異世界転生」や突然ファンタジー的な世界に転移する「異世界転移」といったジャンルは「小説家になろう」内で個別にランキングされるほどの人気を誇っており、代名詞のようなイメージが定着している。
その他、「悪役令嬢」や「婚約破棄」といった一風変わったジャンルの小説も女性向け作品として人気を博している。こうしたジャンルの偏重は運営主導ではなく、人気が出た作品設定や展開を多くの投稿者が核としてアレンジを加えて投稿することにより大きなムーブメントとなっていると考えられている。
性的描写への規制は「カクヨム」より厳しく、キスシーン・抱擁シーンを超える物は認められない。これらは「ノクターンノベルス」送りとなる。
誰でも簡単・気軽に投稿出来、また原稿を催促する担当編集者もいないため、作者のモチベーション低下と共に未完のまま放置される作品も出て来ている（「エターナる」、略して「エタる」と呼ばれる。書きかけで5ヶ月以上経つと「本作は未完のままです。今後次話投稿されない可能性があります」のフラグが立つ）。

### 主な機能
- 小説の投稿・閲覧
- 連載小説の投稿
- お気に入り小説の記録・更新確認・しおり機能（ユーザー登録が必要）
- 作品へ対し、レビュー・感想の投稿（ユーザー登録が必要[注 2]）
- タテ書き小説ネット（PC向け）との提携による、縦書きPDFへの変換（掲載中の小説）[注 3]
- TXTファイルでの小説ダウンロード
- 登録ユーザー同士のメッセージの送受信
- 活動報告（簡易ブログ）の使用（ユーザー登録が必要）
- 誤字報告

### 二次創作への対応
サイト開設当初は二次創作作品も数多く投稿されていたが、二次創作に対する著作権者側の規制強化の動きなどを受け、2010年8月ににじファン（PC向け）・NOS（携帯向け）という専門サイトを開設。執筆者が原作名を設定するとこちらに振り分けられ、通常の検索やランキングなどから除外されるようになった。
しかし著作権者側からの二次創作に対する規制強化を求める動きは止まず、結局2012年3月15日には、明示的に二次創作禁止を表明している著作権者の作品について一斉削除を行うことを通告（同年4月9日より順次実施）。最終的には2012年7月15日付でにじファンなどのサイトを閉鎖し、運営側が許可する一部の作品を除き一切二次創作作品の投稿を認めない姿勢に転換した。

### ダイジェスト化問題
従来本サイトに掲載されていた小説を書籍化する際には、小説をそのまま掲載し続ける以外に「書籍化した部分をダイジェスト化する」といった対応が認められていたが、2016年6月に運営側が方針を転換し、書籍化にあたってダイジェスト化を行った作品については同年9月より全面的に削除対象とすることを明らかにした。運営側では「ダイジェスト化がそもそも行われない作品がある」「『ダイジェスト化』の定義が不明確で、そのため単なるあらすじの掲載にとどまっている作品も多い」といった問題が起きていることが原因としており、既に書籍化に伴いダイジェスト化が行われている作品に対しても遡及して適用される。
これに対し、書籍化にあたってダイジェスト化を要求するレーベルの中でも大手であるアルファポリスは「書籍化した作品の「全てを」無料で読めることは、これまで同様、選択肢にないもの」「率直にこうしたやり方（ダイジェスト化）が時間の経過とともに限界が来たのであろう、潮時であったのだろうと感じます」との声明を発表し、本サイトからの撤退を発表した。

## 差し止め請求
2016年3月、運営者の株式会社ヒナプロジェクトが、山形県で1997年から開かれていた「小説家（ライター）になろう講座」に対し、商標権侵害を理由に講座名使用の差し止めを請求し、山形の講座名が変更されざるを得ない事態になった。株式会社ヒナプロジェクトが「小説家になろう」を商標登録したのは2013年である。

## 映像化作品

### アニメ化
| 作品 | 放送年                  | アニメーション制作                          | 備考                                         | 出典            |
| --- | ----------------------- | ------------------------------------------- | -------------------------------------------- | --------------- |
| ログ・ホライズン（アニメ）                                                                                    | 2013年-2014年（第1期）  | サテライト                                  |                                              | [ 28 ]          |
| ログ・ホライズン（アニメ）                                                                                    | 2014年-2015年（第2期）  | スタジオディーン                            |                                              | [ 28 ]          |
| ログ・ホライズン（アニメ）                                                                                    | 2021年（第3期）         | スタジオディーン                            |                                              | [ 28 ]          |
| 魔法科高校の劣等生（アニメ）                                                                                  | 2014年（第1期）         | マッドハウス                                | 映画、スピンオフあり                         |                 |
| 魔法科高校の劣等生（アニメ）                                                                                  | 2020年（第2期）         | エイトビット                                | 映画、スピンオフあり                         |                 |
| 魔法科高校の劣等生（アニメ）                                                                                  | 2021年（追憶編）        | エイトビット                                | 映画、スピンオフあり                         |                 |
| 魔法科高校の劣等生（アニメ）                                                                                  | 2024年（第3期）         | エイトビット                                | 映画、スピンオフあり                         |                 |
| この素晴らしい世界に祝福を!（アニメ）                                                                         | 2016年（第1期）         | スタジオディーン                            | OVA、映画あり                                |                 |
| この素晴らしい世界に祝福を!（アニメ）                                                                         | 2017年（第2期）         | スタジオディーン                            | OVA、映画あり                                |                 |
| この素晴らしい世界に祝福を!（アニメ）                                                                         | 2024年（第3期）         | ドライブ                                    | OVA、映画あり                                |                 |
| Re:ゼロから始める異世界生活（アニメ）                                                                         | 2016年（第1期）         | WHITE FOX                                   | 短編アニメ、OVAあり                          | [ 28 ] [ 29 ]   |
| Re:ゼロから始める異世界生活（アニメ）                                                                         | 2020年-2021年（第2期）  | WHITE FOX                                   | 短編アニメ、OVAあり                          | [ 28 ] [ 29 ]   |
| Re:ゼロから始める異世界生活（アニメ）                                                                         | 2024年-2025年（第3期）  | WHITE FOX                                   | 短編アニメ、OVAあり                          | [ 28 ] [ 29 ]   |
| Re:ゼロから始める異世界生活（アニメ）                                                                         | 2026年（第4期）         | WHITE FOX                                   | 短編アニメ、OVAあり                          | [ 28 ] [ 29 ]   |
| 異世界はスマートフォンとともに。                                                                              | 2017年（第1期）         | プロダクション リード                       |                                              | [ 30 ]          |
| 異世界はスマートフォンとともに。                                                                              | 2023年（第2期）         | J.C.STAFF                                   |                                              | [ 30 ]          |
| 異世界食堂 | 2017年（第1期）         | SILVER LINK.                                |                                              | [ 31 ]          |
| 異世界食堂 | 2021年（第2期）         | OLM Team Yoshioka                           |                                              | [ 31 ]          |
| ナイツ&マジック                                                                                               | 2017年                  | エイトビット                                | なろう初のスーパーロボット大戦シリーズ参戦作 | [ 32 ]          |
| デスマーチからはじまる異世界狂想曲                                                                            | 2018年                  | SILVER LINK. CONNECT                        |                                              | [ 33 ]          |
| 転生したらスライムだった件（アニメ）                                                                          | 2018年-2019年 （第1期） | エイトビット                                | スピンオフ、映画あり                         | [ 34 ]          |
| 転生したらスライムだった件（アニメ）                                                                          | 2021年（第2期）         | エイトビット                                | スピンオフ、映画あり                         | [ 34 ]          |
| 転生したらスライムだった件（アニメ）                                                                          | 2024年（第3期）         | エイトビット                                | スピンオフ、映画あり                         | [ 34 ]          |
| 転生したらスライムだった件（アニメ）                                                                          | 未公表（第4期）         | 未公表                                      | スピンオフ、映画あり                         | [ 34 ]          |
| 盾の勇者の成り上がり（アニメ）                                                                                | 2019年（第1期）         | キネマシトラス                              |                                              | [ 35 ]          |
| 盾の勇者の成り上がり（アニメ）                                                                                | 2022年（第2期）         | キネマシトラス DR MOVIE                     |                                              | [ 35 ]          |
| 盾の勇者の成り上がり（アニメ）                                                                                | 2023年（第3期）         | キネマシトラス                              |                                              | [ 35 ]          |
| 盾の勇者の成り上がり（アニメ）                                                                                | 2025年（第4期）         | キネマシトラス                              |                                              | [ 35 ]          |
| 賢者の孫 | 2019年                  | SILVER LINK.                                |                                              | [ 36 ]          |
| ありふれた職業で世界最強                                                                                      | 2019年（第1期）         | asread. WHITE FOX                           |                                              | [ 37 ]          |
| ありふれた職業で世界最強                                                                                      | 2022年（第2期）         | asread. studio MOTHER                       |                                              | [ 37 ]          |
| ありふれた職業で世界最強                                                                                      | 2024年（第3期）         | asread.                                     |                                              | [ 37 ]          |
| 異世界チート魔術師                                                                                            | 2019年                  | エンカレッジフィルムズ                      |                                              | [ 38 ]          |
| うちの娘の為ならば、俺はもしかしたら魔王も倒せるかもしれない。                                                | 2019年                  | MAHO FILM                                   | Webアニメあり                                | [ 39 ]          |
| 魔王様、リトライ!                                                                                             | 2019年                  | EKACHI EPILKA                               |                                              | [ 40 ]          |
| 本好きの下剋上〜司書になるためには手段を選んでいられません〜（アニメ）                                        | 2019年（第1期）         | 亜細亜堂                                    |                                              | [ 41 ]          |
| 本好きの下剋上〜司書になるためには手段を選んでいられません〜（アニメ）                                        | 2020年（第2期）         | 亜細亜堂                                    |                                              | [ 41 ]          |
| 本好きの下剋上〜司書になるためには手段を選んでいられません〜（アニメ）                                        | 2022年（第3期）         | 亜細亜堂                                    |                                              | [ 41 ]          |
| 本好きの下剋上〜司書になるためには手段を選んでいられません〜（アニメ）                                        | 2026年（第4期）         | WIT STUDIO                                  |                                              | [ 41 ]          |
| 私、能力は平均値でって言ったよね!                                                                             | 2019年                  | project No.9                                |                                              | [ 42 ]          |
| 痛いのは嫌なので防御力に極振りしたいと思います。                                                              | 2020年（第1期）         | SILVER LINK.                                |                                              | [ 28 ]          |
| 痛いのは嫌なので防御力に極振りしたいと思います。                                                              | 2023年（第2期）         | SILVER LINK.                                |                                              | [ 28 ]          |
| ＜Infinite Dendrogram＞-インフィニット・デンドログラム-                                                       | 2020年                  | NAZ                                         | Webアニメあり                                | [ 43 ]          |
| 乙女ゲームの破滅フラグしかない悪役令嬢に転生してしまった…                                                     | 2020年（第1期）         | SILVER LINK.                                | 映画あり                                     | [ 28 ]          |
| 乙女ゲームの破滅フラグしかない悪役令嬢に転生してしまった…                                                     | 2021年（第2期）         | SILVER LINK.                                | 映画あり                                     | [ 28 ]          |
| 八男って、それはないでしょう!                                                                                 | 2020年                  | シンエイ動画                                |                                              | [ 44 ]          |
| 魔王学院の不適合者 〜史上最強の魔王の始祖、転生して子孫たちの学校へ通う〜                                     | 2020年（第1期）         | SILVER LINK.                                |                                              | [ 45 ]          |
| 魔王学院の不適合者 〜史上最強の魔王の始祖、転生して子孫たちの学校へ通う〜                                     | 2023年（第2期）         | SILVER LINK.                                |                                              | [ 45 ]          |
| 神達に拾われた男                                                                                              | 2020年（第1期）         | MAHO FILM                                   | Webアニメあり                                | [ 46 ]          |
| 神達に拾われた男                                                                                              | 2023年（第2期）         | MAHO FILM                                   | Webアニメあり                                | [ 46 ]          |
| くまクマ熊ベアー                                                                                              | 2020年（第1期）         | EMTスクエアード                             | Webアニメあり                                | [ 47 ]          |
| くまクマ熊ベアー                                                                                              | 2023年（第2期）         | EMTスクエアード                             | Webアニメあり                                | [ 47 ]          |
| 俺だけ入れる隠しダンジョン 〜こっそり鍛えて世界最強〜                                                         | 2021年                  | オクルトノボル                              | Webアニメあり                                |                 |
| 回復術士のやり直し 〜即死魔法とスキルコピーの超越ヒール〜                                                     | 2021年                  | ティー・エヌ・ケー                          |                                              |                 |
| 蜘蛛ですが、なにか?                                                                                           | 2021年                  | ミルパンセ                                  |                                              |                 |
| 無職転生 〜異世界行ったら本気だす〜（アニメ）                                                                 | 2021年（第1期）         | スタジオバインド                            |                                              | [ 28 ] [ 48 ]   |
| 無職転生 〜異世界行ったら本気だす〜（アニメ）                                                                 | 2023年-2024年（第2期）  | スタジオバインド                            |                                              | [ 28 ] [ 48 ]   |
| 無職転生 〜異世界行ったら本気だす〜（アニメ）                                                                 | 2026年（第3期）         | スタジオバインド                            |                                              | [ 28 ] [ 48 ]   |
| 戦闘員、派遣します!                                                                                           | 2021年                  | J.C.STAFF                                   |                                              |                 |
| 聖女の魔力は万能です                                                                                          | 2021年（第1期）         | ディオメディア                              |                                              | [ 49 ]          |
| 聖女の魔力は万能です                                                                                          | 2023年（第2期）         | ディオメディア                              |                                              | [ 49 ]          |
| スライム倒して300年、知らないうちにレベルMAXになってました                                                    | 2021年（第1期）         | REVOROOT                                    |                                              | [ 50 ]          |
| スライム倒して300年、知らないうちにレベルMAXになってました                                                    | 2025年（第2期）         | テディー                                    |                                              | [ 50 ]          |
| 現実主義勇者の王国再建記                                                                                      | 2021年（第1部）         | J.C.STAFF                                   |                                              | [ 51 ]          |
| 現実主義勇者の王国再建記                                                                                      | 2022年（第2部）         | J.C.STAFF                                   |                                              | [ 51 ]          |
| 精霊幻想記 | 2021年（第1期）         | トムス・エンタテインメント                  |                                              |                 |
| 精霊幻想記 | 2024年（第2期）         | トムス・エンタテインメント                  |                                              |                 |
| チート薬師のスローライフ〜異世界に作ろうドラッグストア〜                                                      | 2021年                  | EMTスクエアード                             |                                              |                 |
| 月が導く異世界道中                                                                                            | 2021年（第1期）         | C2C                                         |                                              | [ 52 ]          |
| 月が導く異世界道中                                                                                            | 2024年（第2期）         | J.C.STAFF                                   |                                              | [ 52 ]          |
| 月が導く異世界道中                                                                                            | 未公表（第3期）         | 未公表                                      |                                              | [ 52 ]          |
| 進化の実〜知らないうちに勝ち組人生〜                                                                          | 2021年（第1期）         | HOTLINE                                     |                                              | [ 53 ]          |
| 進化の実〜知らないうちに勝ち組人生〜                                                                          | 2023年（第2期）         | HOTLINE                                     |                                              | [ 53 ]          |
| 真の仲間じゃないと勇者のパーティーを追い出されたので、辺境でスローライフすることにしました                    | 2021年（第1期）         | ウルフズベイン スタジオフラッド             |                                              | [ 54 ]          |
| 真の仲間じゃないと勇者のパーティーを追い出されたので、辺境でスローライフすることにしました                    | 2024年（第2期）         | スタジオフラッド                            |                                              | [ 54 ]          |
| 世界最高の暗殺者、異世界貴族に転生する                                                                        | 2021年（第1期）         | SILVER LINK. studioぱれっと                 |                                              | [ 55 ]          |
| 世界最高の暗殺者、異世界貴族に転生する                                                                        | 未公表（第2期）         | 未公表                                      |                                              | [ 55 ]          |
| 最果てのパラディン                                                                                            | 2021年-2022年（第1期）  | Children's Playground Entertainment         |                                              | [ 56 ]          |
| 最果てのパラディン                                                                                            | 2023年（第2期）         | OLM SUNRISE BEYOND                          |                                              | [ 56 ]          |
| リアデイルの大地にて                                                                                          | 2022年                  | MAHO FILM                                   |                                              | [ 57 ]          |
| 失格紋の最強賢者 〜世界最強の賢者が更に強くなるために転生しました〜                                           | 2022年                  | J.C.STAFF                                   |                                              | [ 58 ]          |
| 賢者の弟子を名乗る賢者                                                                                        | 2022年                  | studio A-CAT                                |                                              | [ 59 ]          |
| 乙女ゲー世界はモブに厳しい世界です                                                                            | 2022年（第1期）         | ENGI                                        |                                              | [ 60 ]          |
| 乙女ゲー世界はモブに厳しい世界です                                                                            | 未公表（第2期）         | ENGI                                        |                                              | [ 60 ]          |
| 史上最強の大魔王、村人Aに転生する                                                                             | 2022年                  | SILVER LINK. BLADE                          |                                              | [ 61 ]          |
| 骸骨騎士様、只今異世界へお出掛け中                                                                            | 2022年（第1期）         | スタジオKAI HORNETS                         |                                              |                 |
| 骸骨騎士様、只今異世界へお出掛け中                                                                            | 未公表（第2期）         | 未公表                                      |                                              |                 |
| 転生賢者の異世界ライフ 〜第二の職業を得て、世界最強になりました〜                                             | 2022年                  | REVOROOT                                    |                                              | [ 62 ]          |
| 異世界迷宮でハーレムを                                                                                        | 2022年                  | パッショーネ                                |                                              | [ 63 ]          |
| 黒の召喚士 | 2022年                  | サテライト                                  |                                              | [ 64 ]          |
| 異世界薬局 | 2022年                  | ディオメディア                              |                                              | [ 65 ]          |
| 農民関連のスキルばっか上げてたら何故か強くなった。                                                            | 2022年                  | studio A-CAT                                |                                              | [ 66 ]          |
| 悪役令嬢なのでラスボスを飼ってみました                                                                        | 2022年                  | MAHO FILM                                   |                                              | [ 67 ]          |
| 勇者パーティーを追放されたビーストテイマー、最強種の猫耳少女と出会う                                          | 2022年                  | EMTスクエアード                             |                                              | [ 68 ]          |
| 新米錬金術師の店舗経営                                                                                        | 2022年                  | ENGI                                        |                                              | [ 69 ]          |
| 陰の実力者になりたくて!                                                                                       | 2022年（第1期）         | Nexus                                       |                                              | [ 70 ]          |
| 陰の実力者になりたくて!                                                                                       | 2023年（第2期）         | Nexus                                       |                                              | [ 70 ]          |
| 転生したら剣でした                                                                                            | 2022年（第1期）         | C2C                                         |                                              | [ 71 ]          |
| 転生したら剣でした                                                                                            | 2026年（第2期）         | C2C                                         |                                              | [ 71 ]          |
| 虫かぶり姫 | 2022年                  | マッドハウス                                |                                              | [ 72 ]          |
| 転生王女と天才令嬢の魔法革命                                                                                  | 2023年                  | ディオメディア                              |                                              | [ 73 ]          |
| 冰剣の魔術師が世界を統べる                                                                                    | 2023年                  | クラウドハーツ                              |                                              | [ 74 ]          |
| 異世界のんびり農家                                                                                            | 2023年                  | ゼロジー                                    |                                              | [ 75 ]          |
| ツンデレ悪役令嬢リーゼロッテと実況の遠藤くんと解説の小林さん                                                  | 2023年                  | 手塚プロダクション                          |                                              | [ 76 ]          |
| 解雇された暗黒兵士（30代）のスローなセカンドライフ                                                            | 2023年                  | エンカレッジフィルムズ                      |                                              | [ 77 ]          |
| お隣の天使様にいつの間にか駄目人間にされていた件                                                              | 2023年（第1期）         | project No.9                                |                                              | [ 78 ]          |
| お隣の天使様にいつの間にか駄目人間にされていた件                                                              | 2026年（第2期）         | project No.9                                |                                              | [ 78 ]          |
| 最強陰陽師の異世界転生記 〜下僕の妖怪どもに比べてモンスターが弱すぎるんだが〜                                 | 2023年                  | スタジオブラン                              |                                              | [ 79 ]          |
| 老後に備えて異世界で8万枚の金貨を貯めます                                                                     | 2023年                  | FelixFilm                                   |                                              | [ 80 ]          |
| 英雄王、武を極めるため転生す 〜そして、世界最強の見習い騎士♀〜                                                | 2023年                  | スタジオコメット                            |                                              | [ 81 ]          |
| 人間不信の冒険者たちが世界を救うようです                                                                      | 2023年                  | GEEKTOYS                                    |                                              | [ 82 ]          |
| とんでもスキルで異世界放浪メシ                                                                                | 2023年（第1期）         | MAPPA                                       |                                              | [ 83 ]          |
| とんでもスキルで異世界放浪メシ                                                                                | 2025年（第2期）         | MAPPA                                       |                                              | [ 83 ]          |
| 転生貴族の異世界冒険録〜自重を知らない神々の使徒〜                                                            | 2023年                  | EMTスクエアード マジックバス                |                                              | [ 84 ]          |
| 異世界ワンターンキル姉さん 〜姉同伴の異世界生活はじめました〜                                                 | 2023年                  | 月虹                                        |                                              | [ 85 ]          |
| 異世界召喚は二度目です                                                                                        | 2023年                  | スタジオエル                                |                                              | [ 86 ] [ 87 ]   |
| 実は俺、最強でした?                                                                                           | 2023年                  | Staple Entertainment                        |                                              | [ 88 ]          |
| おかしな転生                                                                                                  | 2023年                  | SynergySP                                   |                                              | [ 89 ]          |
| 夢見る男子は現実主義者                                                                                        | 2023年                  | Studio五組 AXsiZ                            |                                              | [ 90 ]          |
| 自動販売機に生まれ変わった俺は迷宮を彷徨う                                                                    | 2023年（第1期）         | Studio五組 AXsiZ                            |                                              | [ 91 ]          |
| 自動販売機に生まれ変わった俺は迷宮を彷徨う                                                                    | 2025年（第2期）         | Studio五組 AXsiZ                            |                                              | [ 91 ]          |
| わたしの幸せな結婚                                                                                            | 2023年（第1期）         | キネマシトラス                              |                                              | [ 92 ]          |
| わたしの幸せな結婚                                                                                            | 2025年（第2期）         | キネマシトラス                              |                                              | [ 92 ]          |
| 悲劇の元凶となる最強外道ラスボス女王は民の為に尽くします。                                                    | 2023年（第1期）         | OLM Team Yoshioka                           |                                              | [ 93 ]          |
| 悲劇の元凶となる最強外道ラスボス女王は民の為に尽くします。                                                    | 未公表（第2期）         | 未公表                                      |                                              | [ 93 ]          |
| レベル1だけどユニークスキルで最強です                                                                         | 2023年                  | MAHO FILM                                   |                                              | [ 94 ]          |
| 聖者無双〜サラリーマン、異世界で生き残るために歩む道〜                                                        | 2023年                  | 横浜アニメーションラボ クラウドハーツ       |                                              | [ 95 ]          |
| シャングリラ・フロンティア〜クソゲーハンター、神ゲーに挑まんとす〜                                            | 2023年-2024年（第1期）  | C2C                                         |                                              | [ 96 ]          |
| シャングリラ・フロンティア〜クソゲーハンター、神ゲーに挑まんとす〜                                            | 2024年-2025年（第2期）  | C2C                                         |                                              | [ 96 ]          |
| シャングリラ・フロンティア〜クソゲーハンター、神ゲーに挑まんとす〜                                            | 未公表（第3期）         | 未公表                                      |                                              | [ 96 ]          |
| 私の推しは悪役令嬢。                                                                                          | 2023年                  | プラチナビジョン                            |                                              | [ 97 ]          |
| とあるおっさんのVRMMO活動記                                                                                   | 2023年                  | MAHO FILM                                   |                                              | [ 98 ] [ 99 ]   |
| 婚約破棄された令嬢を拾った俺が、イケナイことを教え込む                                                        | 2023年                  | ゼロジー デジタルネットワークアニメーション |                                              | [ 100 ]         |
| 冒険者になりたいと都に出て行った娘がSランクになってた                                                         | 2023年                  | 颱風グラフィックス                          |                                              | [ 101 ]         |
| 暴食のベルセルク〜俺だけレベルという概念を突破する〜                                                          | 2023年                  | A・C・G・T                                  |                                              | [ 102 ]         |
| ティアムーン帝国物語〜断頭台から始まる、姫の転生逆転ストーリー〜                                              | 2023年                  | SILVER LINK.                                |                                              | [ 103 ]         |
| ポーション頼みで生き延びます!                                                                                 | 2023年                  | 寿門堂                                      |                                              | [ 104 ]         |
| 薬屋のひとりごと（アニメ）                                                                                    | 2023年-2024年（第1期）  | TOHO animation STUDIO OLM                   |                                              | [ 105 ]         |
| 薬屋のひとりごと（アニメ）                                                                                    | 2025年（第2期）         | TOHO animation STUDIO OLM                   |                                              | [ 105 ]         |
| 即死チートが最強すぎて、異世界のやつらがまるで相手にならないんですが。                                        | 2024年                  | オクルトノボル                              |                                              | [ 106 ]         |
| 治癒魔法の間違った使い方 〜戦場を駆ける回復要員〜                                                             | 2024年（第1期）         | スタジオアド シンエイ動画                   |                                              | [ 107 ] [ 108 ] |
| 治癒魔法の間違った使い方 〜戦場を駆ける回復要員〜                                                             | 未公表（第2期）         | 未公表                                      |                                              | [ 107 ] [ 108 ] |
| 最強タンクの迷宮攻略                                                                                          | 2024年                  | STUDIO POLON                                |                                              | [ 109 ]         |
| 異世界でもふもふなでなでするためにがんばってます。                                                            | 2024年                  | EMTスクエアード                             |                                              | [ 110 ]         |
| ループ7回目の悪役令嬢は、元敵国で自由気ままな花嫁生活を満喫する                                               | 2024年                  | スタジオKAI HORNETS                         |                                              | [ 111 ]         |
| 望まぬ不死の冒険者                                                                                            | 2024年（第1期）         | CONNECT                                     |                                              | [ 112 ]         |
| 望まぬ不死の冒険者                                                                                            | 未公表（第2期）         | 未公表                                      |                                              | [ 112 ]         |
| 悪役令嬢レベル99 〜私は裏ボスですが魔王ではありません〜                                                       | 2024年                  | 寿門堂                                      |                                              | [ 113 ]         |
| 最弱テイマーはゴミ拾いの旅を始めました。                                                                      | 2024年                  | STUDIO MASSKET                              |                                              | [ 114 ]         |
| 転生したら第七王子だったので、気ままに魔術を極めます                                                          | 2024年（第1期）         | つむぎ秋田アニメLab                         |                                              | [ 115 ]         |
| 転生したら第七王子だったので、気ままに魔術を極めます                                                          | 2025年（第2期）         | つむぎ秋田アニメLab                         |                                              | [ 115 ]         |
| 出来損ないと呼ばれた元英雄は、実家から追放されたので好き勝手に生きることにした                                | 2024年                  | スタジオディーン マーヴィージャック         |                                              | [ 116 ]         |
| Re:Monster | 2024年                  | スタジオディーン                            |                                              |                 |
| 転生貴族、鑑定スキルで成り上がる 〜弱小領地を受け継いだので、優秀な人材を増やしていたら、最強領地になってた〜 | 2024年（第1・2期）      | studio MOTHER                               |                                              | [ 117 ]         |
| 転生貴族、鑑定スキルで成り上がる 〜弱小領地を受け継いだので、優秀な人材を増やしていたら、最強領地になってた〜 | 未公表（第3期）         | studio MOTHER                               |                                              | [ 117 ]         |
| Lv2からチートだった元勇者候補のまったり異世界ライフ                                                           | 2024年                  | J.C.STAFF                                   |                                              |                 |
| THE NEW GATE                                                                                                  | 2024年                  | 横浜アニメーションラボ クラウドハーツ       |                                              |                 |
| 新米オッサン冒険者、最強パーティに死ぬほど鍛えられて無敵になる。                                              | 2024年                  | ゆめ太カンパニー                            |                                              | [ 118 ]         |
| 魔王軍最強の魔術師は人間だった                                                                                | 2024年                  | studio A-CAT                                |                                              |                 |
| 時々ボソッとロシア語でデレる隣のアーリャさん                                                                  | 2024年（第1期）         | 動画工房                                    |                                              |                 |
| 時々ボソッとロシア語でデレる隣のアーリャさん                                                                  | 2026年（第2期）         | 動画工房                                    |                                              |                 |
| 俺は全てを【パリイ】する 〜逆勘違いの世界最強は冒険者になりたい〜                                             | 2024年                  | OLM                                         |                                              |                 |
| ハズレ枠の【状態異常スキル】で最強になった俺がすべてを蹂躙するまで                                            | 2024年                  | Seven Arcs                                  |                                              |                 |
| 魔導具師ダリヤはうつむかない 〜今日から自由な職人ライフ〜                                                     | 2024年                  | 颱風グラフィックス イマジカインフォス       |                                              | [ 119 ]         |
| モブから始まる探索英雄譚                                                                                      | 2024年                  | 月虹                                        |                                              |                 |
| 0歳児スタートダッシュ物語                                                                                     | 2024年（第1期）         | —                                           |                                              |                 |
| 0歳児スタートダッシュ物語                                                                                     | 2025年（第2期）         | —                                           |                                              |                 |
| 嘆きの亡霊は引退したい 〜最弱ハンターによる最強パーティ育成術〜                                               | 2024年（第1期）         | ゼロジー                                    |                                              |                 |
| 嘆きの亡霊は引退したい 〜最弱ハンターによる最強パーティ育成術〜                                               | 2025年（第2期）         | ゼロジー                                    |                                              |                 |
| 歴史に残る悪女になるぞ 悪役令嬢になるほど王子の溺愛は加速するようです!                                        | 2024年                  | MAHO FILM                                   |                                              |                 |
| ひとりぼっちの異世界攻略                                                                                      | 2024年                  | ハヤブサフィルム パッショーネ               |                                              |                 |
| パーティーから追放されたその治癒師、実は最強につき                                                            | 2024年                  | スタジオエル                                |                                              |                 |
| 最凶の支援職【話術士】である俺は世界最強クランを従える                                                        | 2024年                  | FelixFilm 画狂                              |                                              |                 |
| やり直し令嬢は竜帝陛下を攻略中                                                                                | 2024年                  | J.C.STAFF                                   |                                              | [ 120 ]         |
| さようなら竜生、こんにちは人生                                                                                | 2024年                  | SynergySP ベガエンタテイメント              |                                              |                 |
| Sランクモンスターの《ベヒーモス》だけど、猫と間違われてエルフ娘の騎士として暮らしてます                       | 2025年                  | ゼロジー セイバーワークス                   |                                              |                 |
| 妃教育から逃げたい私                                                                                          | 2025年                  | EMTスクエアード                             |                                              |                 |
| 没落予定の貴族だけど、暇だったから魔法を極めてみた                                                            | 2025年                  | スタジオディーン マーヴィージャック         |                                              |                 |
| 外れスキル《木の実マスター》 〜スキルの実（食べたら死ぬ）を無限に食べられるようになった件について〜           | 2025年                  | 旭プロダクション                            |                                              |                 |
| マジック・メイカー -異世界魔法の作り方-                                                                       | 2025年                  | スタジオディーン                            |                                              |                 |
| アラフォー男の異世界通販生活                                                                                  | 2025年                  | イーストフィッシュスタジオ                  |                                              |                 |
| 不遇職【鑑定士】が実は最強だった 〜奈落で鍛えた最強の【神眼】で無双する〜                                     | 2025年                  | オクルトノボル                              |                                              |                 |
| 日本へようこそエルフさん。                                                                                    | 2025年                  | ゼロジー                                    |                                              |                 |
| Aランクパーティを離脱した俺は、元教え子たちと迷宮深部を目指す。                                               | 2025年（第1期）         | BN Pictures                                 |                                              |                 |
| Aランクパーティを離脱した俺は、元教え子たちと迷宮深部を目指す。                                               | 未公表（第2期）         | BN Pictures                                 |                                              |                 |
| 鬼人幻燈抄 | 2025年                  | 横浜アニメーションラボ                      |                                              | [ 121 ]         |
| 一瞬で治療していたのに役立たずと追放された天才治癒師、闇ヒーラーとして楽しく生きる                            | 2025年                  | マカリア                                    |                                              |                 |
| 片田舎のおっさん、剣聖になる 〜ただの田舎の剣術師範だったのに、大成した弟子たちが俺を放ってくれない件〜       | 2025年（第1期）         | パッショーネ ハヤブサフィルム               |                                              |                 |
| 片田舎のおっさん、剣聖になる 〜ただの田舎の剣術師範だったのに、大成した弟子たちが俺を放ってくれない件〜       | 2026年（第2期）         | 未公表                                      |                                              |                 |
| 俺は星間国家の悪徳領主!                                                                                       | 2025年                  | Quad                                        |                                              |                 |
| ゴリラの神から加護された令嬢は王立騎士団で可愛がられる                                                        | 2025年                  | 鵲（カチガラス）                            |                                              |                 |
| 完璧すぎて可愛げがないと婚約破棄された聖女は隣国に売られる                                                    | 2025年                  | TROYCA                                      |                                              |                 |
| 神統記（テオゴニア）                                                                                          | 2025年                  | 旭プロダクション                            |                                              |                 |
| 強くてニューサーガ                                                                                            | 2025年                  | 創通 スタジオクラッチ                       |                                              | [ 122 ] [ 123 ] |
| 追放者食堂へようこそ!                                                                                         | 2025年                  | OLM Team Yoshioka                           |                                              |                 |
| 水属性の魔法使い                                                                                              | 2025年                  | 颱風グラフィックス Wonderland               |                                              |                 |
| サイレント・ウィッチ                                                                                          | 2025年                  | Studio五組                                  |                                              |                 |
| ずたぼろ令嬢は姉の元婚約者に溺愛される                                                                        | 2025年                  | ランドック・スタジオ                        |                                              |                 |
| 白豚貴族ですが前世の記憶が生えたのでひよこな弟育てます                                                        | 2025年                  | スタジオコメット                            |                                              |                 |
| 異世界黙示録マイノグーラ〜破滅の文明で始める世界征服〜                                                        | 2025年                  | MAHO FILM                                   |                                              |                 |
| ブサメンガチファイター                                                                                        | 2025年                  | WHITE FOX                                   |                                              |                 |
| 勇者パーティーを追放された白魔導師、Sランク冒険者に拾われる 〜この白魔導師が規格外すぎる〜                    | 2025年                  | FelixFilm                                   |                                              |                 |

| 作品               | 公開年 | アニメーション制作 |
| ------------------ | ------ | ------------------ |
| 君の膵臓をたべたい | 2018年 | スタジオヴォルン   |

| 作品                                       | 配信年          | アニメーション制作 | 備考                   | 出典    |
| ------------------------------------------ | --------------- | ------------------ | ---------------------- | ------- |
| 異世界居酒屋「のぶ」                       | 2018年          | サンライズ         | YouTubeにて配信        | [ 124 ] |
| 齢5000年の草食ドラゴン、いわれなき邪竜認定 | 2022年（第1期） | LAN STUDIO         | 日本と中国の合作アニメ | [ 125 ] |
| 齢5000年の草食ドラゴン、いわれなき邪竜認定 | 2024年（第2期） | LAN STUDIO         | 日本と中国の合作アニメ | [ 125 ] |

### テレビドラマ化
| 作品                 | 放送年             | 制作           | 製作                           | 出典    |
| -------------------- | ------------------ | -------------- | ------------------------------ | ------- |
| 居酒屋ぼったくり     | 2018年             | キュー・テック | 「居酒屋ぼったくり」製作委員会 |         |
| 異世界居酒屋「のぶ」 | 2020年（Season 1） | N/A            | WOWOW                          | [ 124 ] |
| 異世界居酒屋「のぶ」 | 2022年（Season 2） | ザフール       | WOWOW                          | [ 124 ] |
| 異世界居酒屋「のぶ」 | 2023年（Season 3） | ザフール       | WOWOW                          | [ 124 ] |

### 実写映画化
| 作品               | 公開年 | 監督       | 配給 | 出典    |
| ------------------ | ------ | ---------- | ---- | ------- |
| 君の膵臓をたべたい | 2017年 | 月川翔     | 東宝 | [ 126 ] |
| わたしの幸せな結婚 | 2023年 | 塚原あゆ子 | 東宝 | [ 92 ]  |

### アニメ化予定（企画段階含）
| 作品 | 年     | アニメーション制作 | 備考 | 出典    |
| --- | ------ | ------------------ | ---- | ------- |
| 悪食令嬢と狂血公爵 ～その魔物、私が美味しくいただきます!～                                                                                              | 2025年 | 未公表             |      |         |
| 野生のラスボスが現れた! | 2025年 | ワオワールド       |      |         |
| 暗殺者である俺のステータスが勇者よりも明らかに強いのだが                                                                                                | 2025年 | サンライズ         |      |         |
| 味方が弱すぎて補助魔法に徹していた宮廷魔法師、追放されて最強を目指す                                                                                    | 2025年 | 月虹               |      |         |
| 信じていた仲間達にダンジョン奥地で殺されかけたがギフト『無限ガチャ』でレベル9999の仲間達を手に入れて元パーティーメンバーと世界に復讐&『ざまぁ!』します! | 2025年 | J.C.STAFF          |      |         |
| 無職の英雄 別にスキルなんか要らなかったんだが | 2025年 | studio A-CAT       |      | [ 127 ] |
| 父は英雄、母は精霊、娘の私は転生者。 | 2025年 | J.C.STAFF          |      |         |
| 穏やか貴族の休暇のすすめ。 | 2026年 | SynergySP          |      | [ 128 ] |
| エリスの聖杯 | 2026年 | 葦プロダクション   |      |         |
| 追放された転生重騎士はゲーム知識で無双する | 2026年 | GoHands            |      |         |
| ゾンビのあふれた世界で俺だけが襲われない | 2026年 | 未公表             |      |         |
| 自称悪役令嬢な婚約者の観察記録。 | 2026年 | 葦プロダクション   |      |         |
| 「お前ごときが魔王に勝てると思うな」と勇者パーティを追放されたので、王都で気ままに暮らしたい                                                            | 2026年 | 未公表             |      |         |
| 貴族転生 〜恵まれた生まれから最強の力を得る〜 | 2026年 | CompTown           |      |         |
| マジカル★エクスプローラー エロゲの友人キャラに転生したけど、ゲーム知識使って自由に生きる                                                                | 未公表 | 未公表             |      |         |
| 転校先の清楚可憐な美少女が、昔男子と思って一緒に遊んだ幼馴染だった件                                                                                    | 未公表 | 未公表             |      |         |
| 最強出涸らし皇子の暗躍帝位争い 無能を演じるSSランク皇子は皇位継承戦を影から支配する                                                                     | 未公表 | 未公表             |      |         |
| 報われなかった村人A、貴族に拾われて溺愛される上に、実は持っていた伝説級の神スキルも覚醒した                                                             | 未公表 | ランチBOX          |      | [ 129 ] |
| 理想のヒモ生活 | 未公表 | 未公表             |      |         |
| ロメリア戦記 〜魔王を倒した後も人類やばそうだから軍隊組織した〜                                                                                         | 未公表 | 未公表             |      |         |
| 異世界の沙汰は社畜次第 | 未公表 | 未公表             |      |         |
| ヘルモード 〜やり込み好きのゲーマーは廃設定の異世界で無双する〜                                                                                         | 未公表 | 未公表             |      |         |
| 乙女ゲームのヒロインで最強サバイバル | 未公表 | 未公表             |      |         |
| 魔術師クノンは見えている | 未公表 | 未公表             |      |         |
| 目覚めたら最強装備と宇宙船持ちだったので、一戸建て目指して傭兵として自由に生きたい                                                                      | 未公表 | 未公表             |      |         |
| 猫と竜 | 未公表 | 未公表             |      |         |
| 勇者パーティを追い出された器用貧乏 〜パーティ事情で付与術士をやっていた剣士、万能へと至る〜                                                             | 未公表 | animation studio42 |      |         |
| 転生した大聖女は、聖女であることをひた隠す | 未公表 | 未公表             |      |         |
| 転生したらドラゴンの卵だった 〜最強以外目指さねぇ〜 | 未公表 | 未公表             |      |         |
| ふつつかな悪女ではございますが | 未公表 | 動画工房           |      |         |
| お気楽領主の楽しい領地防衛 〜生産系魔術で名もなき村を最強の城塞都市に〜                                                                                 | 未公表 | 未公表             |      |         |
| ヒロイン?聖女?いいえ、オールワークスメイドです（誇）!                                                                                                   | 未公表 | EMTスクエアード    |      |         |
| ガチャを回して仲間を増やす 最強の美少女軍団を作り上げろ                                                                                                 | 未公表 | 未公表             |      |         |
| Sランクパーティから解雇された【呪具師】 〜『呪いのアイテム』しか作れませんが、その性能はアーティファクト級なり……!〜                                     | 未公表 | 未公表             |      |         |
| 悪役令嬢の中の人 | 未公表 | 未公表             |      |         |
| 悪役令嬢は隣国の王太子に溺愛される | 未公表 | 未公表             |      |         |
| 勇者パーティーにかわいい子がいたので、告白してみた。 | 未公表 | 月虹               |      |         |
| 99回断罪されたループ令嬢ですが今世は「超絶愛されモード」ですって!? 〜真の力に目覚めて始まる100回目の人生〜                                              | 未公表 | 未公表             |      | [ 130 ] |

## 主な賞

### 文学賞
複数の出版社と共同で、以下の様な新人発掘のための文学賞を開催している。基本的に初期のなろうコンを除けば、すべてオリジナル作品を募集している。特筆がなければ言語は日本語のみを受け付ける。
ネット小説大賞
通称「なろうコン」。第3回まではクラウドゲートが運営するPBW形式のRPG「エリュシオン」とのタイアップで「エリュシオンライトノベルコンテスト」という名称だったが、第4回より同社子会社のクラウドゲームスに運営が移管され、名称も変更された。
第3回では新紀元社、このライトノベルがすごい!文庫（宝島社）、ぽにきゃんBOOKS（ポニーキャニオン）、GCノベルズ（マイクロマガジン社）、Mノベルス（双葉社）といったレーベルが参加している。文学フリマ（同人誌即売会）が協力。以降も複数の会社が参入している。
ジャンルは不問だが、過度な性描写・残虐描写が描かれている作品は除外される。第1回の開催時は利用規約が守られていれば二次創作（「エリュシオン」限定ではなく）も応募可能であったが、第2回では一時選考のみ可能となり、第3回以後は二次創作は投稿不可になった。
小説賞がメインだが、他にもコミックシナリオなど他のメディア展開向けの賞も含まれている。
MFブックス＆アリアンローズ新人賞
アリアンローズ（フロンティアワークス）、MFブックス（メディアファクトリー）との合同企画。前身は2013年に開催された「アリアンローズ新人賞」で、「小説家になろう大賞2014」として合同企画として改められ、その後「ライト文芸新人賞」に名称が変更された後、さらに変更し現在の名称に至るが、2016年を最後に開催終了した。
ジャンルはあらかじめ設定されているシチュエーション・テーマ属性群の中から一つ以上設定。
ラノベ作家になろう大賞
ヒーロー文庫（主婦の友社）との共同企画。
ジャンルは不問で、10代 - 20代前半の読者を対象にした作品を募集していた。
オーバーラップWEB小説大賞
オーバーラップ文庫・オーバーラップノベルス（いずれもオーバーラップ）との共同企画。
第1・2回は「オーバーラップ文庫WEB小説大賞」で、おおよそで言うならば、異世界が舞台の、複数の女の子がヒロインとして登場する、10代後半 - 20代の主に男性読者をターゲットとしたエンターテインメント作品であることが共通して求められた。第3回からは「文庫」がなくなり、オーバーラップノベルスも共催となって、10代後半 - 20代の主に男性読者をターゲットのオリジナル作品を募集、第4回からは対象年齢の枷もなくなり最低限の資格として日本語で書かれているオリジナル作品であることと本文の文字数に条件につけた。第6回から男性向け作品部門の他に女性向け作品部門が創設されたが、第8回から混合に戻った。
モンスター文庫大賞
モンスター文庫（双葉社）との共同企画。双葉社がプッシュしている「キノコ擬人化プロジェクト」と組んだ「キノコの娘大賞」も同時開催。
おもしろさに重点を置き、ジャンルは何でもあり。
アイリス異世界ファンタジー大賞
一迅社文庫アイリス・アイリスNEO（いずれも一迅社）との共同企画。「一迅社文庫アイリス恋愛ファンタジー大賞」として発足し第7回まで開催、その後、「アイリスneoファンタジー大賞」に名称をリニューアルし第8回まで開催したかと思えば、また現在の名称に改めた。いずれのリニューアルも開催の回数はリセットされている。
ジャンルは恋愛要素が入ったファンタジーであることが求められる。
次世代官能小説大賞
オシリス文庫、eロマンス（いずれもKADOKAWA）との共同企画。創設時は男性向けの「ノクターンノベルズ」でオシリス文庫へのみ募集されていたが、女性部門として「ムーンライトノベルズ」でeロマンスへの募集も第2回から行われている。第3回の開催から女性部門のみとなったが、それも「eロマンスロイヤル大賞」へとリニューアルされた。
官能シーンが含まれていて、相手役がひとり以上登場し、20代 - 30代をターゲットとしたエンターテインメント作品を募集していることは共通しているが、女性向け部門では性的シーンのあるキャラクターは男女ともに18歳以上であることが加えられている。
お仕事小説コン
マイナビ出版ファン文庫（マイナビ出版）との共同企画。第3回まで開催された。
主人公が何かの職業に就いている、もしくは小説自体がある仕事をテーマにしている作品に対象を限定している。
文学フリマ短編小説大賞
文学フリマ（同人誌即売会）との共同企画。第3回となる同賞2018まで開催された。
「異世界転生」、「異世界転移」の要素なしという条件を満たせば、ジャンルは自由である。
WEB投稿小説大賞
TSUTAYAとレッドライジングブックス（リンダパブリッシャーズ）との共同企画。
Aコース「もし私の作品が映像化されるのであれば「アニメ」がいいな」・Bコース「もし私の作品が映像化されるのであれば「実写」がいいな」の2コースから選べる。主に男性読者を想定した作品であることが、Aコースには求められる。
レッドライジングブックスから刊行が予定されていたが、当レーベルが新刊出版の取りやめを発表したため、一部の受賞作品だけだが他社から刊行された。
ベリーズ＆マカロン文庫 ラブファンタジー大賞
ベリーズ文庫・マカロン文庫（いずれもスターツ出版）との共同企画。開催先を示すため、賞名の冒頭に先の小説家になろうや、ムーンライトノベルズと表記されることもある。Berry's Cafeで開催されている「ベリーズカフェ恋愛ファンタジー小説大賞」とは異なる。
女性向けの恋愛とファンタジーの要素を盛り込んだ作品を募集。
モーニングスター大賞
モーニングスターブックス（新紀元社）との共同企画。第2回まで行われた。
ジャンルは不問。
HJネット小説大賞
HJ文庫・HJノベルス （いずれもホビージャパン）との共同企画。
ジャンルは不問。2018年以後開催は途絶えるが、HJ文庫・HJノベルスは、後に自社（ホビージャパン）開催のHJ小説大賞に、小説家になろうとの共同企画で本サイトからの投稿を受け付ける「小説家になろう」部門を創設した（後述）。
フェアリーキス大賞
フェアリーキス（ジュリアンパブリッシング）との共同企画。第3回まで開催。
異世界（架空世界）を舞台にした女性向けの恋愛作品で、利用規約と同じ既定のR-15までの作品であることが条件である。
小説家になろう×ポプラ社　恋＆謎解き学園ショートストーリーコンテスト
たちまちクライマックス!（ポプラ社）との共同企画。
いずれも短編小説の募集で学校・学園を舞台にした、胸キュンの恋をテーマにした賞か、ハラハラする謎解きをテーマにした賞かにわかれる。
小説家になろう×スターツ出版文庫大賞
スターツ出版文庫（スターツ出版）との共同企画。「スターツ出版文庫大賞」とあっても自社の野いちごとBerry's Cafe、ノベマ！で開催されている賞とは異なる。☆エブリスタで開催されている賞とも異なる。
青春恋愛小説部門、ほっこり人情小説部門、フリーテーマ小説部門を募集していた。主人公の年齢は10代 - 20代であること（青春恋愛小説部門は20代前半までを推奨）を条件としている。
ピュアフル小説大賞
ポプラ文庫ピュアフル（ポプラ社）との共同企画。ピュアフル小説大賞とは異なる。
異世界や転生などの設定は使わず、ある程度現実味のあるストーリー展開であることを条件としているが、作品全体を通してリアリティの感じられるストーリーであれば、若干のファンタジー・SFなどの要素を含むことは問題とされない。
メゾン文庫キャラ文芸大賞
メゾン文庫（一迅社）との共同企画。
現代または現代に近い舞台であることを条件とし、身近なシチュエーションからはじまる、読者が共感できる物語を募集。
ムーンドロップス恋愛小説コンテスト
パブリッシングリンクとの共同企画。「ムーンライトノベルズ」での開催。第2回までは他の投稿サイト「メクる」にて「ムーンドロップスコンテスト」の名称で行われていた。開催回数を引き継ぐ形で第7回まで開催中。
テーマやサブテーマは各回ごとに異なるが、男女の恋愛を描いたファンタジー小説かつ女性をドキドキさせるラブシーンが求められる。
アース・スターノベル大賞
アース・スターノベル（アース・スター エンターテイメント）との共同企画。
大人が嬉しいエンタメ小説を募集。小説賞がメインだが、他にもコミカライズの原作としての賞や女性向けとして創刊されたアース・スタールナ用の部門も作られている。
スターダストノベル大賞
スターダスト ノベルス（ネット文庫星の砂（宇都宮ケーブルテレビ））との共同企画。
公序良俗に反するもの、官能、差別的表現のある作品、過度な暴力的表現のある作品でなければジャンル不問。
JINKE小説大賞
中国のモバイル・ゲーム会社JINKE（金科文化）との共同企画。
募集テーマは7つがあり、どのテーマでも応募が可能だった。主人公は高校生以上であることが求められたが、作品全体を通してリアリティの感じられるストーリーであれば若干のファンタジー・SFなどの要素大賞は問われなかった。日本語以外に英語・中国語での応募も認められた。大賞受賞作品は中国での映像化が副賞となっている。
集英社WEB小説大賞
ダッシュエックス文庫（集英社）との共同企画。
ジャンル不問。
ジュリアンパブリッシング恋愛小説大賞
パブリッシングリンクとの共同企画。「ムーンライトノベルズ」での開催。第4回まで開催中。
３レーベルのジャンル傾向（「チュールキス」は現代、「フェアリーキス」は異世界、「ロイヤルキス」ヒストリカルな世界）での男女の恋愛を扱った女性向け作品を募集。未完・完結や、文字数の制限はなし。
キネティックノベル大賞 ノベル＆シナリオ部門
ビジュアルアーツとの共同企画。ビジュアルアーツは他にイラスト部門をpixivと、音楽部門をニコニコ動画と共同開催している。2012年まで募集していた「キネティックノベル大賞」を各投稿サービスと共同開催にした賞。
ジャンル不問。応募締め切り時点までに本文を10万文字以上にしなければならない。
HJ小説大賞 「小説家になろう」部門（あるいは前期）
HJ文庫・HJノベルス（いずれもホビージャパン）との共同企画。共に自社である応募フォーム（こちらからの投稿は未発表新作に限る）とノベルアップ+で募集していたHJ小説大賞への投稿方法に、小説家になろうを加えた。なおHJ文庫・HJノベルスは、以前、小説家になろうでHJネット小説大賞を開催していた（上述）。
ジャンル不問。
新人発掘コンテスト
トーハンとの共同企画。書籍化が決定した作品は双葉社より販売される。
ジャンル不問。次のムーブメントを巻き起こす書き手の才能が詰まった作品を募集。
一二三書房 WEB小説大賞
サーガフォレスト・ブレイブ文庫・一二三文庫（いずれも一二三書房）との共同企画。同社初の小説大賞となる。
ジャンル不問。過度な性描写・残虐描写が描かれている作品は対象外。
グラスト創刊記念コンテスト
グラストNOVELS・グラストCOMICS（いずれもスターツ出版）との共同企画。。最初（第1回）だけ媒体に使用された企画で、第2回からは同社のノベマ！での募集に変更になり賞名も「グラスト大賞」に改めている。
募集ジャンルは異世界ファンタジー。未完作品も含む連載作品で5万字以上から応募できた（第2回からは変更されている）。
ドリコムメディア大賞
ドリコムメディア（ドリコム）との共同企画。
ジャンル不問。全方位でのメディアミックス展開に向けた作品を募集。
マンガBANG×エイベックス・ピクチャーズ WEB小説大賞
マンガBANG（Amazia）およびエイベックス・ピクチャーズ）との共同企画。
ジャンル不問。文字数についても規定はない。
ボイコネライブ小説大賞
ボイコネ（NTTソルマーレ）との共同企画。
ジャンル不問。受賞作は同アプリの形式に則りチャットノベル形式で発表される。
GCN文庫1周年記念 短い小説大賞
GCN文庫（マイクロマガジン社）との共同企画。
テーマは「このヒロイン実は……」。完結済みの7万字以内の短編を募集。
SQEXノベル大賞
SQEXノベル（スクウェア・エニックス）との共同企画。
テーマは「異世界を舞台にした大人が読んで嬉しい、楽しい作品」。3万文字からの作品を募集。
ブックフェア2023 宣伝隊長特別キャンペーン『相棒(バディ)とつむぐ物語』コンテスト
アニメイトブックフェアとの共同企画。2021年と2022年には同じフェアで『耳で聴きたい物語』コンテストが開催されている（#朗読シナリオ賞を参照）。投票方法は前述（『耳で聴きたい物語』コンテスト）と同じ。
女性キャラクターが登場する、固い信頼関係で結ばれたバディもの小説を募集。大賞受賞作は本フェアの各宣伝隊長のしぐれういによるイメージイラストをつけ、受賞者に小冊子が進呈されたり、アニメイトブックストア配信の電子書籍として無料で配信される。

### 漫才・コントネタ賞
GETUP！GETLIVE!漫才・コント大賞
GETUP! GETLIVE!（毎日放送）との共同企画。未公表の1,000文字以上2,000文字以下の完結した漫才、コントのネタ作品を募集。

### 漫画原作賞
ガンガンONLINE テキストネーム限定! マンガ原作者オーディション
ガンガンONLINE（スクウェア・エニックス）との共同企画で、ただし、小説家になろうは応募作品として可であるだけで応募方法は郵送とメールであった。テキストネーム限定の賞で、漫画原作プロットにあわせて実力がわかる小説作品として小説家になろうでの発表作品が許可されていた。
小説家になろう×マンガUP! コミカライズ原作大賞
マンガUP!（スクウェア・エニックス）との共同企画。ジャンルは不問だが、小説家になろうから削除されるような過度な性描写・残虐描写が描かれている作品は選考から除外される。
マンガがうがうコミカライズ原作大賞
モンスターコミックス（双葉社）との共同企画。「ハイファンタジー」「ローファンタジー」と、「恋愛（ただし異世界舞台）」を募集。
コミックスピア コミカライズ原作大賞
Renta!のコミックスピア（パピレス）との共同企画。第2回まで開催中。
募集ジャンルはファンタジー（ハイファンタジーとローファンタジーのどちらでも可）か恋愛（「異世界」のみ可）。未完や完結は不問、文字数制限なし、R15作品可。（「ヴァルキリー・ブリーゼ 異世界漫画原作大賞」と同じ傾向だが出版社の関連はない）
コミックスピア オトナ女子コミカライズ原作大賞
Renta!（パピレス）との共同企画。「ムーンライトノベルズ」での募集だが、受賞作はTLではなく一般の少女漫画として展開される。
募集ジャンルはファンタジーで男女の恋愛を扱った女性向け作品。未完や完結は不問、文字数制限なし。
DADAN Web小説コンテスト
DADANおよび一二三書房との共同企画。小説コンテストと題されているが、コミカライズ原作の発掘が目的。受賞作は縦読み漫画化が確約されていて、小説としての書籍化も検討される。
ジャンルはローファンタジー（今回募集での意味は「『ゲーム的な特徴を持つ異世界』が発生した『現実世界』」）あるいはVRゲームで、バトルアクション・シリアスな設定・困難を乗り越える主人公を兼ね備えた作品を募集。文字数制限無しで未完も可。
ロマンスファンタジー漫画原作大賞
comico（NHN comico）とガブリエラブックス（メディアソフト）の共同企画。「ムーンライトノベルズ」での開催。
50,000字以上の女性主人公で、かつ男女の恋愛が軸となるロマンスファンタジーを募集。縦カラー漫画化が準大賞以上は確約、佳作も検討される。また、大賞作品は紙書籍化も確約されている。
ヴァルキリー・ブリーゼ 異世界漫画原作大賞
コミックヴァルキリー・コミックブリーゼ（いずれもキルタイムコミュニケーション）との共同企画。
募集ジャンルはファンタジー（ハイファンタジーとローファンタジーのどちらでも可）か恋愛（「異世界」のみ可）。未完や完結は不問、文字数制限なし、R15作品可。（「コミックスピア コミカライズ原作大賞」と同じ傾向だが出版社の関連はない）

### 朗読シナリオ賞
「下野紘・巽悠衣子の小説家になろうラジオ」大賞
下野紘・巽悠衣子の小説家になろうラジオとの共同企画。
番組内で朗読する1,000文字以下の超短編小説を募集した。第4回まで開催中。
アニメイトブックフェア 宣伝隊長特別キャンペーン『耳で聴きたい物語』コンテスト
アニメイトブックフェアとの共同企画。2021年に初回が開催後、2022年に第2回に当たる「女性主人公編」が催され、それぞれアニメイトブックフェアの後ろに開催年が記載されている。2023年には同じフェアで主旨が異なる『相棒(バディ)とつむぐ物語』コンテストが開催されている（#文学賞を参照）。
「耳で聴きたい物語」、人が読み上げる事によって魅力が増す作品を募集しており、ジャンルは不問だが性描写・残虐描写は禁止で、また2022では主人公が女性であることが求められた。一次選考を通過したノミネート作品（小説家になろう掲載のまま）の中から、Club animateを通じての読者投票により大賞が決まる（投票権はアニメイトメールマガジン会員と、ブックフェア期間中にアニメイトで販売している小説作品購入1冊ごとに得られる）。大賞受賞作は本フェアの各宣伝隊長の、2021では植田佳奈、2022では梶裕貴によって朗読される。
ストーリービジュアルブック大賞
MBSラジオとの共同企画。
テーマは「君と私の日常の物語」で、ジャンルは恋愛（現実世界）/文芸/その他。文字数は1万文字以内の募集内容である。受賞作は一部を抜粋したストーリーとして脚本化して梶原岳人によって音声ドラマ化し、梶原の撮り下ろし写真とともに（音声ドラマのダウンロードカードに収録して）ストーリービジュアルブックとなって販売された。

## 書籍化作品数
2016年までの「小説家になろう」からの書籍化作品数は次の通り。
| 項番 | 年     | 男性向け作品数 | 女性向け作品数 | 合計 |
| ---- | ------ | -------------- | -------------- | ---- |
| 1    | 2010年 | 0              | 3              | 3    |
| 2    | 2011年 | 14             | 10             | 24   |
| 3    | 2012年 | 38             | 36             | 74   |
| 4    | 2013年 | 94             | 60             | 154  |
| 5    | 2014年 | 230            | 86             | 316  |
| 6    | 2015年 | 500            | 125            | 625  |
| 7    | 2016年 | 275            | 73             | 348  |

## 備考
- ルビ（ふりがな）対応[198][199]。
- 2017年11月には公式Web雑誌として「N-Star」を創刊した[200]。
- 画像サイト「みてみん」と提携しており、小説内に挿絵として挿入することが可能である[201]。
- 2018年10月3日より、本サイトの魅力を伝えるラジオ番組『下野紘・巽悠衣子の小説家になろうラジオ』が、文化放送にて放送されている[202][注 6]。パーソナリティは下野紘と巽悠衣子。
- さらに2019年4月7日から、関西MBSラジオでも本サイトの魅力を伝えるラジオ番組『寺島惇太と三澤紗千香の小説家になろうnavi』が、毎週日曜日17時10分から17時40分の間に放送されていた[204]。小説家になろう15周年イベントとの連動企画の一環であったことから9月29日で一旦終了するが、その半年後の2020年4月5日から『寺島惇太と三澤紗千香の小説家になろうnavi -2nd book-』として放送を再開している[205]。パーソナリティは寺島惇太と三澤紗千香。
- 2020年10月に初めてテレビCMが制作され、同月スタートの『神達に拾われた男』ではスポンサーにも入った。

## 関連書籍
紹介本
- この「小説家になろう」がアツイ!（富士見書房、2014年12月）ISBN 978-4-04-070375-6
  - 編集：この「なろう」がアツイ編集部

インタビュー
- 読者の心をつかむ WEB小説ヒットの方程式（幻冬舎、2016年7月）ISBN 978-4-34-499388-4
  - 著：田島隆雄、監修：ヒナプロジェクト・博報堂DYデジタル

ハウツー本
- 〈小説家になろう〉で書こう（新紀元社、2017年7月）ISBN 978-4-77-531517-0
  - 著：新紀元社編集部・桜雲社